# Nevirapin
Nevirapin (NVP, Handelsname Viramune®; Hersteller Boehringer Ingelheim) ist ein Arzneistoff zur Behandlung von HIV-1-infizierten Patienten im Rahmen einer antiretroviralen Kombinationstherapie.

## Geschichte
Nevirapin war der erste zugelassene Vertreter der Substanzklasse der nichtnukleosidischen Reverse-Transkriptase-Inhibitoren (NNRTI). Die Zulassung erfolgte 1996 in den USA und 1997 in Europa.

## Nebenwirkungen
Wegen der möglichen Hepatotoxizität (Transaminasenerhöhung 10–15 %) sollten die Leberwerte in den ersten zwei Monaten zweiwöchentlich kontrolliert werden, danach zunächst monatlich, da mehr als die Hälfte der hepatotoxischen Episoden nach den ersten drei Monaten auftreten. Bei Hepatotoxizität ist die Therapie zu unterbrechen, bis die Leberwerte wieder die Ausgangswerte erreicht haben.
Seltener sind Fieber, Übelkeit, Schläfrigkeit, Kopf- und Muskelschmerzen. Diese können mit und ohne Hepatotoxizität und/oder Exanthem auftreten.

## Wechselwirkungen
Nevirapin ist ein Induktor von CYP3A und möglicherweise auch von CYP2B6, mit einer maximalen Induktion innerhalb von zwei bis vier Wochen nach Beginn der Behandlung mit Mehrfachgaben. Wirkstoffe, die auf diesen Wegen metabolisiert werden, können verringerte Plasmaspiegel aufweisen, wenn sie zusammen mit Nevirapin angewendet werden. Daher wird die sorgfältige Überwachung der therapeutischen Wirksamkeit von gemeinsam mit Nevirapin angewendeten Arzneimitteln, die der Cytochrom-P450-Metabolisierung unterliegen, empfohlen.
Die gleichzeitige Anwendung von pflanzlichen Zubereitungen, die Johanniskraut enthalten, ist kontraindiziert, da reduzierte Plasmakonzentrationen und verminderte klinische Wirkungen von Nevirapin resultieren können.
Nevirapin kann die Plasmakonzentration oraler Kontrazeptiva vermindern. Patientinnen sollten daher eine andere Verhütungsmethode wählen.

## Pharmakologie
Nevirapin bindet nicht-kompetitiv an die Reverse Transkriptase von HIV-I, nahe der Substratbindungsstelle für Nukleoside. Dadurch wird die katalytisch aktive Bindungsstelle blockiert. Es können nun weniger Nukleoside binden und die Polymerisation wird deutlich verlangsamt. Bedingt durch den Wirkmechanismus ist bereits durch eine einfache Mutation der Bindungsstelle die Entwicklung einer Resistenz des HI-Virus möglich. Hierdurch ergibt sich zusätzlich eine Resistenz gegen andere nichtnukleosidische RT-Inhibitoren, da diese eine gemeinsame Bindungsstelle haben. Daher ist ein Einsatz nur in einer Kombinationstherapie empfohlen.
Eine Wirkung auf HIV-II besteht nicht, da dieses eine andere Bindungsstelle aufweist.